# Гутнов, Евгений Соломонович
Евге́ний Соломо́нович Гу́тнов (1881—~1968) — осетинский интеллигент, владелец частной типографии в Берлине.

## Биография
Евгений вырос семье Соломона и Гадзи Гутновых, в селении Дзивгис. У Соломона и Гадзи было 5 сыновей и 2 дочери. Евгений был старшим сыном, второго звали Кирилл, младшего — Эльбрус.
Совсем юным Евгений переехал во Владикавказ и поступил наборщиком в типографию.
В 1908 году Евгений переехал в Петербург, где учился и одновременно работал в типографии.
В 1912 году за участие в беспорядках его арестовали, а освободив, лишили права жительства в центральных губерниях России.
После этого Евгений выехал в Германию, где прочно обосновался к началу 20-х годов. Он работал вначале наборщиком в небольшой частной типографии в Берлине. Познакомился, влюбился и вскоре женился на дочери владельца типографии Фриде.
Когда после смерти тестя Евгений стал владельцем типографии, начал издавать осетинскую литературу и в первую очередь Коста Хетагурова, которым он восхищался со школьных лет в Дзивгисе, с тех пор как в его руки попал «Ирон Фандыр», ставший для него путеводной звездой. Изданный в 1922-м году «Ирон Фандыр» Евгений сопроводил словами: "…говорю Коста: «Да святится имя твое! Вся Осетия благодарна тебе!» Книге его — «счастливого пути в родную Осетию».
В 1924 у Евгения и Фриды родился сын, которому дали имя любимого поэта Коста.
В 1921 году в своей типографии Евгений напечатал первый номер альманаха «Сполохи», который впоследствие печатал таких известных писателей как К. Бальмонт, И. Бунин, Н. Минский, Н. Оцуп, В. Ходасевич, М. Волошин, А. Толстой. В период с ноября 1921 по июль 1923 год вышло 18 выпусков (21 номер) «Сполохов».
Издательство Евгения напечатало в общей сложности более 200 журналов и книг по философии, литературе и культуре.
Все дела по распространению своих изданий в Осетии Евгений поручал брату Кириллу. Кирилл также помогал перевозить в Россию типографское оборудование. 28-го октября 1937 года Кирилла арестовали, обвинили «в участии в буржуазно-националистической, повстанческой организации» и 10-го декабря того же года расстреляли. Проведенная Главной военной прокуратурой проверка уголовного дела показала, что в Северной Осетии никогда не было буржуазно-националистической, повстанческой организации, а дело было сфабриковано.
Многие детали жизни Евгения стали известны из многочисленных писем младшим братьям Кириллу и Эльбрусу, а также благодаря усилиям племянницы Евгения осетинского педагога и писателя Зефиры Кирилловны Бутаевой.
Последние годы своей жизни Евгений провел в Западном Берлине, и даже в последнем своем письме брату Эльбрусу он беспокоился о судьбе сохранившихся у него осетинских книг.